# Сокол (электродепо)
Электродепо́ «Со́кол» (ТЧ-2) — электродепо Московского метрополитена, обслуживающее Замоскворецкую линию с 10 сентября 1938 года.
На момент открытия это было крупнейшее депо для электровагонов в СССР, оно было рассчитано на 190 вагонов.

## Обслуживаемые линии
| Линия               | Период                                                        |
| ------------------- | ------------------------------------------------------------- |
| Замоскворецкая      | 1938 — настоящее время (до 1969 — единственное депо на линии) |
| Арбатско-Покровская | 1938 — 1941 1942 — 1950                                       |
| Кольцевая           | 1950 — 1954                                                   |

## Подвижной состав

### Пассажирский подвижной состав
| Тип вагонов                        | Период                 | Вагонов в составе | Состояние                    |
| ---------------------------------- | ---------------------- | ----------------- | ---------------------------- |
| А                                  | 1938—1951              | 4                 | списаны                      |
| Б                                  | 1938—1950              | 4                 | списаны                      |
| В                                  | 1949—1954              | 4                 | списаны                      |
| Г                                  | 1947—1965              | 4                 | списаны                      |
| Е                                  | 1963—1987              | 4                 | списаны                      |
| Ем-508, Ем-509                     | 1970—1989              | 7                 | списаны                      |
| Еж-3/Ем-508Т                       | 1977—1982              | 7                 | списаны                      |
| 81-717/714                         | 1979—2024              | 8                 | списаны                      |
| 81-717.5/714.5                     | 1988 — настоящее время | 8                 | регулярная эксплуатация      |
| 81-717РУ2/714РУ2                   | 2006 — настоящее время | 8                 | регулярная эксплуатация      |
| 81-717.6К/714.6К                   | 2007—2009              | 8                 | временная обкатка            |
| 81-717.5М/714.5М                   | 2019—2024              | 8                 | истечение срока эксплуатации |
| 81-775/776/777 «Москва-2020»       | 2023                   | 8                 | временная обкатка            |
| 81-775.2/776.2/777.2 «Москва-2024» | 2024 — настоящее время | 8                 | регулярная эксплуатация      |

## Путевое развитие
Продолжение первого главного пути за станцией «Сокол» — это путь в депо, в то время как в сторону станции «Войковская» поезд следует по отклонению.

## Гейт с железной дорогой
В 1938 году при постройке электродепо был сооружён гейт с железнодорожной станцией Подмосковная, через который Московский метрополитен начал получать новые вагоны с завода Метровагонмаш. Помимо этого в Московском метрополитене существуют ещё два действующих гейта в ТЧ-15 «Печатники» и ТЧ-18 «Солнцево». В ноябре 2020 года гейт был закрыт, а приёмка новых составов стала осуществляться через ТЧ-18 «Солнцево». После строительства нового корпуса депо на месте старого планируется восстановление гейта.

## Вагоноремонтное производство
На территории депо до 2018 года находился филиал вагоноремонтного производства (бывший ЗРЭПС, второй филиал находится на территории депо ТЧ-11 «Выхино», третий — в ТЧ-17 «Братеево»). Филиал был закрыт для строительства на его месте второго корпуса электродепо.

## Реконструкция
С марта 2019 года по апрель 2021 года на месте снесённого завода по ремонту электроподвижного состава был построен новый отстойно-ремонтный корпус депо. 10 апреля 2021 года были введены в эксплуатацию отстойная часть нового отстойно-ремонтного корпуса, веер путей, административно-бытовой корпус и помещения для инженерных коммуникаций. Благодаря реконструкции количество канав для отстоя и обслуживания поездов увеличилось с 24 до 46.
Следующим этапом станет снос и строительство нового главного корпуса депо.

## В культуре
Электродепо планировала воссоздавать группа «разработчиков-энтузиастов» в рамках разработки участка Замоскворецкой линии «Ховрино» — «Белорусская» для дополнения (мода) «Metrostroi Subway Simulator» к игре «Garry's Mod» в Steam. Участок с электродепо должен был функционировать в виде аддона/аддонов в Steam Workshop. Дополнение отличается от других компьютерных симуляторов поезда высокой реалистичностью.